# Dominik Schwaiger
Dominik Schwaiger (* 1. Mai 1991 in Berchtesgaden) ist ein ehemaliger deutscher Skirennläufer. Seine stärksten Disziplinen waren die Abfahrt und der Super-G.

## Biografie
Schwaiger ist der Sohn des ehemaligen Skirennläufers Michael Eder. Im Dezember 2006 nahm er in einem Riesenslalom in St. Moritz erstmals an einem FIS-Rennen teil. 2008 erlitt er einen Schienbeinbruch. Am 27. März 2011 wurde er in Götschen am Jenner Deutscher Meister im Riesenslalom. Am 23. Oktober 2011 fand sein erstes Weltcup-Rennen in Sölden im Riesenslalom statt, am 3. Dezember 2013 fuhr er bei einem Europacup-Rennen ebenfalls im Riesenslalom in Klövsjö/Vemdalen (Schweden) auf den zweiten Platz. Nachdem er im Weltcup zuvor lediglich einen 21. Rang am 2. Februar 2014 in St. Moritz und Platz 19 am 20. Dezember 2015 in Alta Badia jeweils im Riesenslalom als beste Weltcup-Ergebnisse vorzuweisen hatte, gelang ihm beim Parallel-Riesenslalom von Alta Badia am 21. Dezember 2015 mit Rang vier ein Überraschungserfolg.
In den darauffolgenden Jahren konnte Schwaiger jedoch nicht an diesen Erfolg anknüpfen. So gelang ihm erst am 27. Januar 2019, also über 3 Jahre später, beim Super-G von Kitzbühel mit Rang 12 eine Platzierung unter den besten 15. Aufgrund dieser Leistung konnte sich Schwaiger für die Weltmeisterschaften in Åre qualifizieren, wo er mit Rang 15 im Super-G sein bestes Ergebnis erzielte.
Am 7. Dezember 2019 gelang ihm mit Rang 7 bei der Abfahrt von Beaver Creek die erste Top-10-Platzierung im Weltcup seit fast vier Jahren.
In der Saison 2021/22 konnte Schwaiger sich dank eines fünften Platzes bei der Abfahrt von Bormio für die Olympischen Winterspiele in Peking qualifizieren, stürzte jedoch im Abfahrtsrennen, wobei er jedoch mit leichten Blessuren davon kam.
Im darauffolgenden Winter konnte Schwaiger trotz eines starken Saisonbeginns nicht an diese Leistungen anknüpfen, so dass er die Qualifikation für die Weltmeisterschaften in Courchevel bzw. Méribel klar verpasste.
Am 19. Dezember 2024 gab Schwaiger seinen Rücktritt vom aktiven Rennsport bekannt. Als Grund nannte Schwaiger anhaltende Rückenprobleme.

## Erfolge

### Olympische Winterspiele
- Peking 2022: DNF Abfahrt

### Weltmeisterschaften
- Åre 2019: 15. Super-G, 25. Abfahrt, 35. Alpine Kombination
- Cortina d’Ampezzo 2021: 22. Abfahrt, DNF Super-G

### Weltcup
- 3 Platzierungen unter den besten zehn

### Weltcupwertungen
| Saison  | Gesamt | Gesamt | Abfahrt | Abfahrt | Super-G | Super-G | Riesenslalom | Riesenslalom |
| Saison  | Platz  | Punkte | Platz   | Punkte  | Platz   | Punkte  | Platz        | Punkte       |
| ------- | ------ | ------ | ------- | ------- | ------- | ------- | ------------ | ------------ |
| 2013/14 | 123.   | 10     | –       | –       | –       | –       | 42.          | 10           |
| 2015/16 | 92.    | 64     | –       | –       | –       | –       | 34.          | 64           |
| 2016/17 | 133.   | 12     | –       | –       | –       | –       | 49.          | 12           |
| 2017/18 | 156.   | 2      | 54.     | 2       | –       | –       | –            | –            |
| 2018/19 | 91.    | 61     | 32.     | 38      | 38.     | 23      | –            | –            |
| 2019/20 | 88.    | 68     | 31.     | 62      | 52.     | 6       | –            | –            |
| 2020/21 | 78.    | 83     | 25.     | 69      | 48.     | 14      | –            | –            |
| 2021/22 | 55.    | 148    | 18.     | 148     | –       | –       | –            | –            |
| 2022/23 | 103.   | 43     | 41.     | 42      | 66.     | 1       | –            | –            |
| 2023/24 | 118.   | 18     | 48.     | 18      | –       | –       | –            | –            |

### Juniorenweltmeisterschaften
- Crans-Montana 2011: DNF Riesenslalom

### Europacup
- Saison 2013/14: 3. Riesenslalomwertung
- Saison 2014/15: 5. Riesenslalomwertung
- Saison 2015/16: 6. Riesenslalomwertung
- Saison 2016/17: 9. Kombinationswertung
- 7 Podestplätze

### Nor-Am Cup
- Eine Platzierung unter den besten 15

### South American Cup
- 4 Podestplätze, davon ein Sieg

| Datum             | Ort      | Land  | Disziplin |
| ----------------- | -------- | ----- | --------- |
| 4. September 2018 | La Parva | Chile | Abfahrt   |

### Weitere Erfolge
- 4 deutscher Meistertitel: Riesenslalom 2011, Super-G 2019, Abfahrt 2021, Super-G 2021
- 5 Siege in FIS-Rennen